# Générargues
Générargues is een gemeente in het Franse departement Gard (regio Occitanie) en telt 639 inwoners (1999). De plaats maakt deel uit van het arrondissement Alès.

## Geografie
De oppervlakte van Générargues bedraagt 10,3 km², de bevolkingsdichtheid is 62,0 inwoners per km².

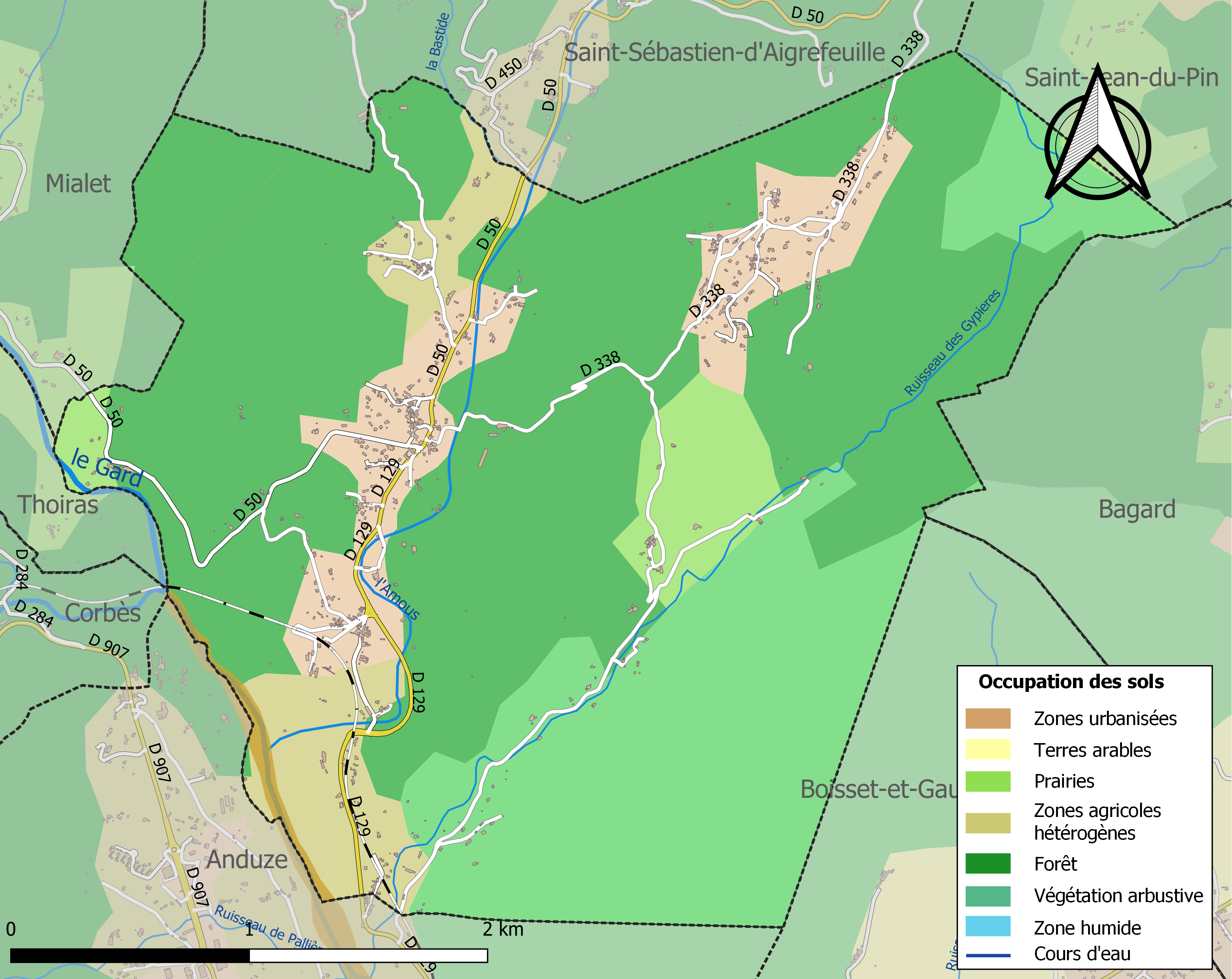
Kaart van de gemeente met de belangrijkste infrastructuur, bodemgebruik en omliggende gemeenten

## Demografie
Onderstaande figuur toont het verloop van het inwonertal (bron: INSEE-tellingen).